# Stätte der Steinernen Stadt

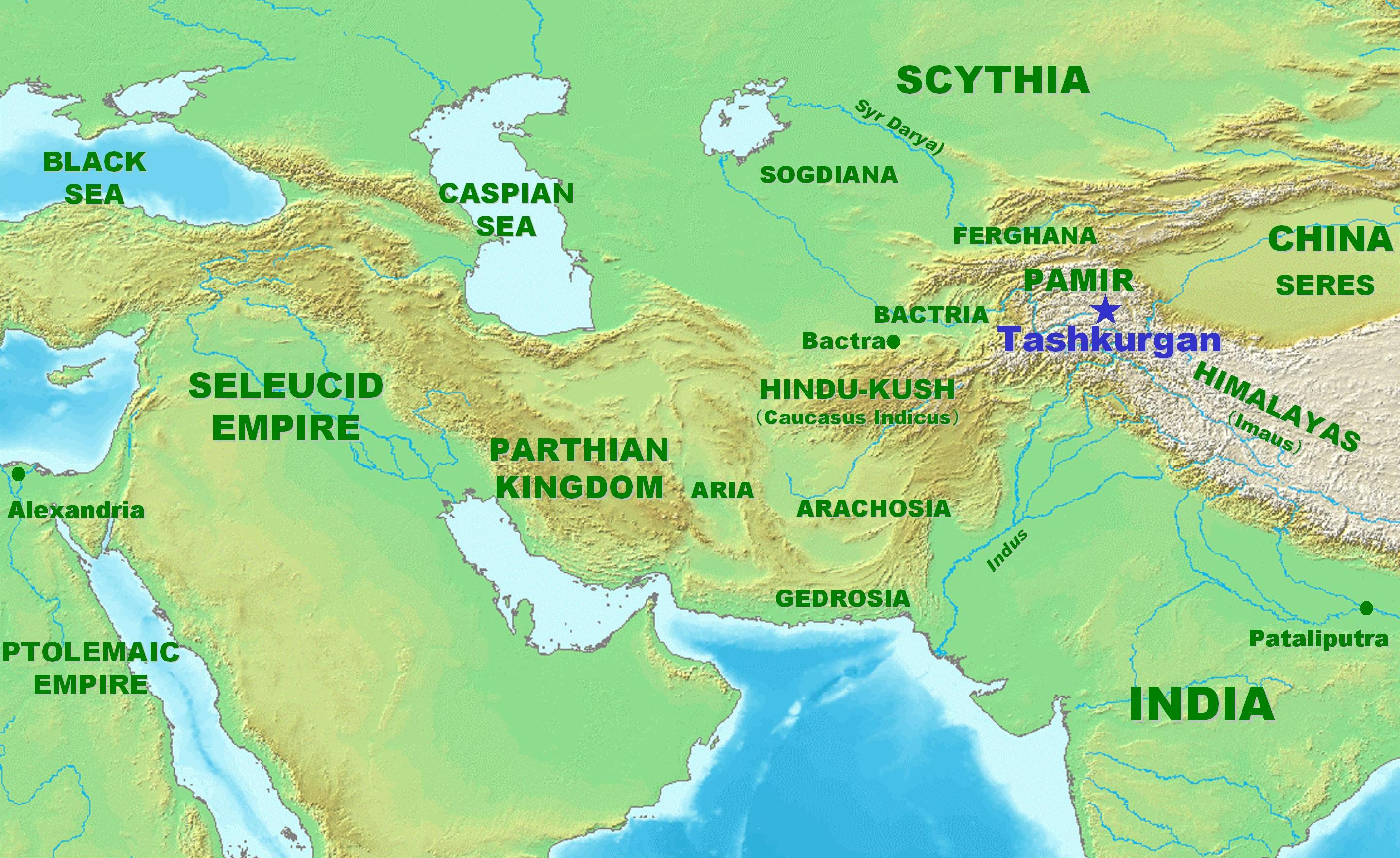
Taschkurgan (in der Antike bekannt als die „Steinstadt“) (blau).

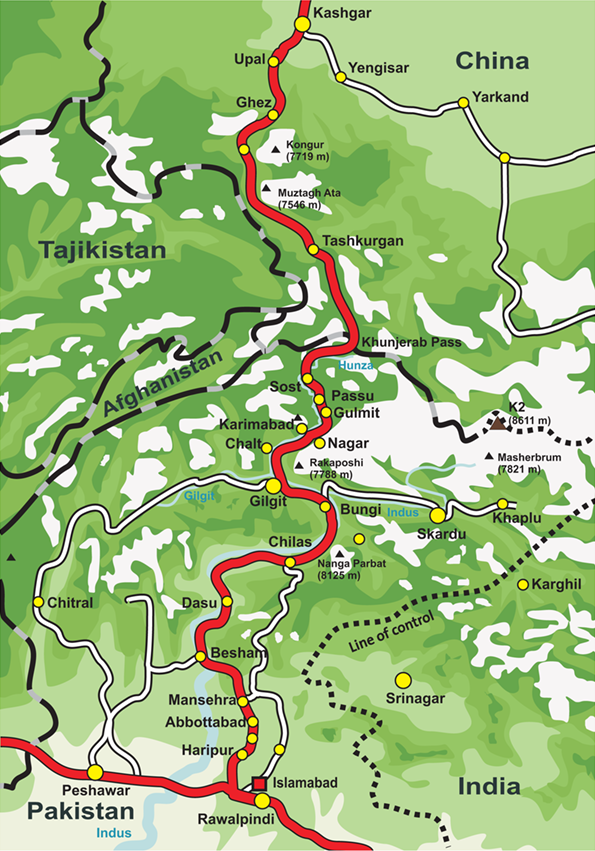
Straßenkarte

Die Stätte der Steinernen Stadt bzw. Taschkorgan („Steinstadt“, chinesisch 石头城遗址, Pinyin Shítou chéng yízhǐ, englisch Ruins of Stone City/Tashkurgan stone city) liegt im Norden des Tadschikischen Autonomen Kreises Taschkorgan (塔什库尔干塔吉克自治县), Xinjiang, China, 200 Kilometer südlich der Stadt Kaschgar an der alten Seidenstraße. Sie liegt ca. 3.300 m über dem Meeresspiegel im Vier-Länder-Eck von China, Pakistan, Afghanistan und Tadschikistan, Kirgisien und Kasachstan sind nicht weit entfernt. Taschkorgan (Tashkurgan) bedeutet auf Tadschikisch „Steinstadt“, was auf ihre starke Steinmauer anspielt, deren Umfang über 1.300 Meter beträgt.

## Geschichte
Die Geschichte der Stadt lässt sich 2000 Jahre bis auf die Zeit der Han-Dynastie zurückverfolgen. Sie war die Hauptstadt des Königreiches Puli (Puli guo 蒲犁国), eines der Sechsunddreißig Reiche der Westlichen Regionen (Xiyu Sanshiliu guo 西域三十六国) (vgl. Xiyu) der Han-Dynastie. In der Zeit der Wei- und Jin-Dynastie dehnte sie sich allmählich aus.
Nach der Vereinigung der Westlichen Regionen während der Tang-Dynastie wurde hier das Pamir-Militärbüro (cōnglǐng shǒuzhuō 葱岭守捉) errichtet. Zu Beginn der Mongolen-Dynastie wurde die Stadt neu aufgebaut. In der Qing-Dynastie wurde hier die Puli-Dienststelle (Puli ting 蒲犁厅) und der Kreis Puli (Puli xian 蒲犁县) eingerichtet und die Stadt wurde in der Guangxu-Ära in dem Umfang restauriert, in dem sie heute betrachtet werden kann. Ihre Stadttore, Stadtmauer, Schießscharten und Zinnen sind gut erhalten.
Die Stätte wurde 2001 in die Liste der Denkmäler der Volksrepublik China in Xinjiang (5-138) aufgenommen.

## Galerie

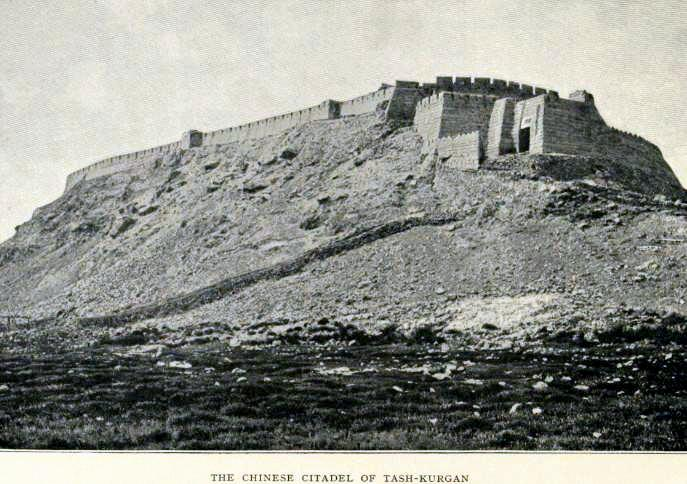
Die Festung im Jahr 1909
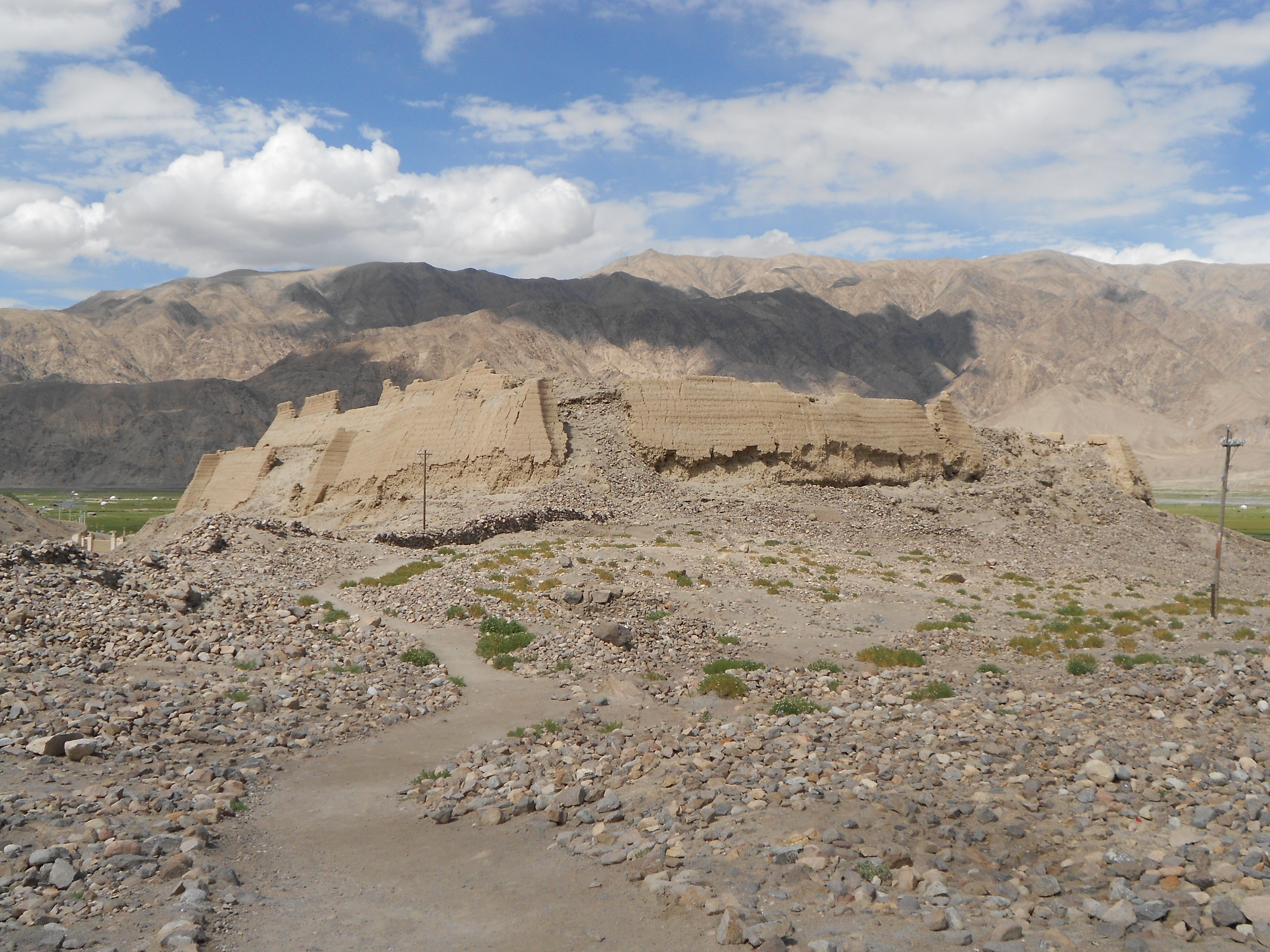
Die Festung im Jahr 2012
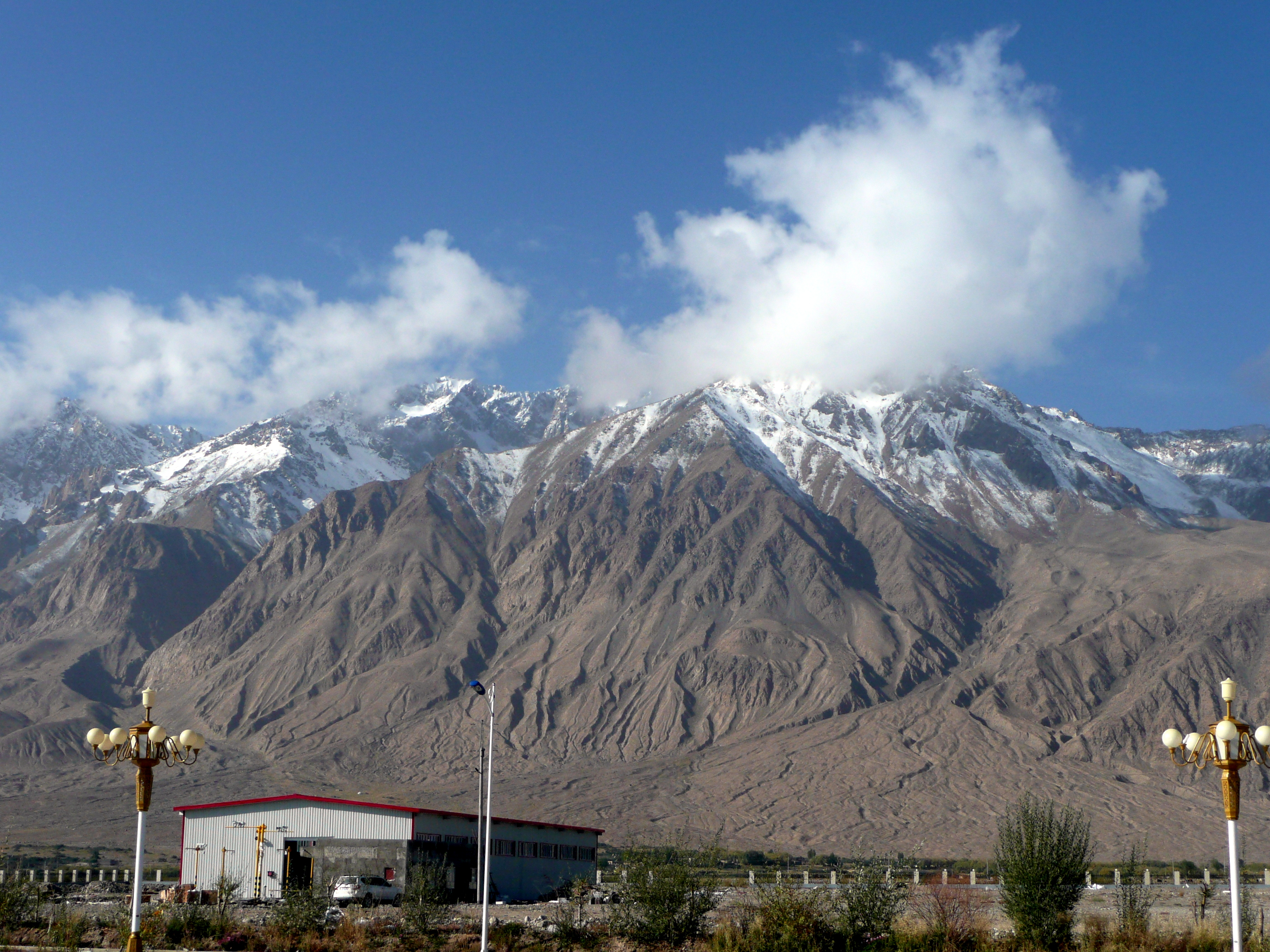
Blick Richtung Westen